# Spitzschwanz-Paradieswitwe
Die Spitzschwanz-Paradieswitwe (Vidua paradisaea), auch Schmalschwanz-Paradieswitwe genannt, ist eine Vogelart aus der Familie der Witwenvögel. Während der Balzzeit zeigt diese Art einen auffälligen Sexualdimorphismus. In Europa wird die Art deshalb gelegentlich auch als Ziervogel gehalten. Sie benötigt wegen des langen Schwanzes eine Haltung in größeren Volieren.

## Beschreibung

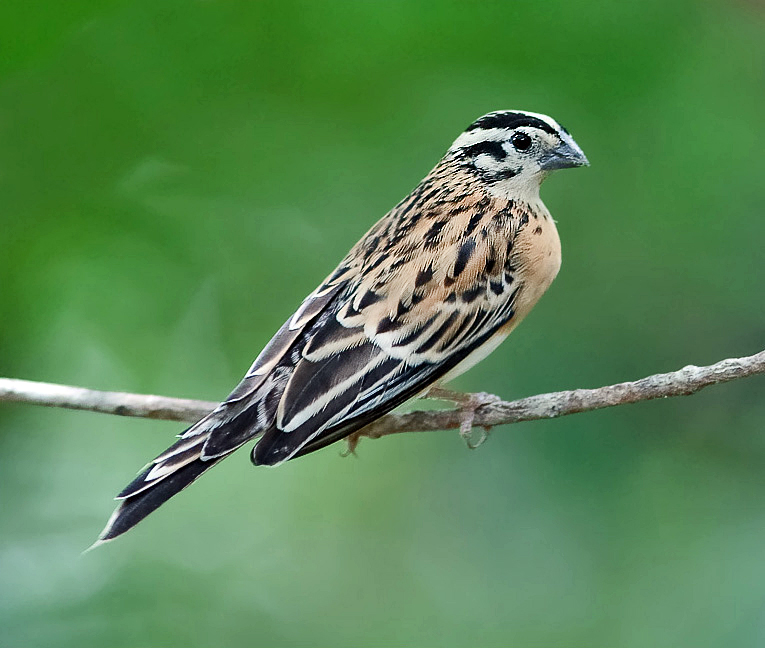
Weibchen

Die Weibchen der Spitzschwanz-Paradieswitwe erreichen eine Körperlänge von 13 Zentimetern. Die Männchen sind etwas größer und messen im Ruhekleid bis zu 15 Zentimeter. Im Prachtkleid, wenn die Männchen ihren langen Schwanz ausgebildet haben, messen sie bis zu 26 Zentimeter.
Im Prachtkleid haben Männchen ein breites, goldgelbes Nackenband. Die Brust ist hell kastanienbraun. Am Bauch geht die Brustfärbung in ein helles Gelb über. Schnabel, Kopf, Kehle, Rücken, Flügel und Flügeldecken sind schwarz. Der lange Schwanz und seine Decken sind gleichfalls schwarz. Im Ruhekleid ähneln die Männchen den spatzenartig gefärbten Weibchen. 

## Lebensweise und Verbreitung
Wie alle Witwenvögel ist auch die Spitzschwanz-Paradieswitwe ein Brutparasit von Prachtfinken. Sie nutzt als Brutwirt den Wienerastrild und den Buntastrild. Das Weibchen legt jeweils ein Ei in das Nest der Prachtfinken. Gesang und Rufe ähneln denen der Brutwirte. Zur Balz gehört auch ein kratzendes Reiben der Schwanzfedern als Instrumentallaut.
Das Verbreitungsgebiet der Spitzschwanz-Paradieswitwe reicht vom Senegal bis Äthiopien und in südwestlicher Richtung über Ostafrika bis Natal und Transvaal sowie im Westen bis Angola und dem Norden Namibias.